# اريك ساتو
اريك ساتو (بالإنجليزية: Eric Sato)‏ (5 مايو 1966 في الولايات المتحدة - ) هو لاعب كرة طائرة شاطئية ولاعب كرة طائرة الولايات المتحدة. شارك في الألعاب الأولمبية الصيفية 1988 والألعاب الأولمبية الصيفية 1992.

## وصلات خارجية
- اريك ساتو على موقع قاعدة بيانات الكرة الطائرة الشاطئية (الإنجليزية)
- اريك ساتو على موقع اللجنة الأولمبية الدولية (الإنجليزية)
- اريك ساتو على موقع أوليمبيديا (الإنجليزية)